# Ил Ромито (Пиза)
Ил Ромито је насеље у Италији у округу Пиза, региону Тоскана.
Према процени из 2011. у насељу је живело 1197 становника. Насеље се налази на надморској висини од 23 м.